# 楊晳
楊 晳（よう せき）は、遼（契丹）の政治家。字は昌時。楊績とも書かれる。本貫は幽州安次県。

## 生涯
幼少より五経の大義に通じた。楊晳が聡明であると聞いた聖宗によって、詩作を課されて試験を受け、秘書省校書郎に任じられた。太平11年（1031年）、進士乙科に及第して、著作佐郎となった。
重熙12年（1043年）、枢密都承旨に累進し、度支使を務めて南院枢密副使に進んだ。重熙19年（1050年）、杜防や韓知白らと論争して長寧軍節度使に左遷され、涿州知州に移された。山西路転運使となり、興中府知府を務めた。清寧元年（1055年）、参知政事・同知枢密院事に任じられた。南府宰相となり、姚景行と共に朝政を総覧した。趙国公に封じられた。清寧9年（1063年）に皇太叔の耶律重元が乱が起こすと、姚景行と共に兵を出して道宗を輔けた。清寧10年（1064年）、足の病を理由に再び知興中府として出向した。咸雍元年（1065年）に召還されて知枢密院事となった。斉国公に徙封され、同徳功臣の称号を賜り、尚書左僕射・中書令となった。咸雍2年（1066年）に致仕を願い出たが許されず、南院枢密使に任じられ、晋国公に改封された。咸雍8年（1072年）、趙王に封じられた。
たびたび引退を願い出てようやく許可され、保節功臣の称号を賜って致仕した。太康5年（1079年）、遼西郡王に改封された。守太保の位を加えられ、死去した。

## 子女
- 楊規正（知順州、太傅）
- 楊規忠（知興中府）

## 伝記資料
- 『遼史』巻89 列伝第19
- 『遼史』巻97 列伝第27

※『遼史』巻89 楊晳伝と巻97 楊績伝は、同一人物についての伝が重複して立てられている。